# Paul Mabille
Jules Paul Mabille (Perreux, 1835 – Perreux, 6 de abril de 1923) foi um naturalista francês.
Participou ativamente da Sociedade Entomológica da França e interessou-se particularmente pelas lepidopteras e pela botânica.

## Publicações
- Paul Mabille (1866).  impr. Coderc, Degréteau et Poujol, ed. Catalogue des plantes qui croissent autour de Dinan et de Saint-Malo. Bordeaux: [s.n.]

## Fonte
- Jean Lhoste (1987). Les Entomologistes français. 1750-1950. INRA Éditions : 351 p.